# 뉴젠 항공
뉴젠 항공(영어: New Gen Airways, 태국어: บริษัท สบายดีแอร์เวย์ส จำกัด)은 태국의 항공사로 허브 공항은 돈므앙 국제공항, 끄라비 국제공항, 푸껫 국제공항, 수랏타니 국제공항, 나콘랏차시마 공항을 사용했었다.

## 운항 노선

### 돈므앙 국제공항출발
- 중화인민공화국
  - 창사시 – 창사 황화 국제공항
  - 푸저우시 – 푸저우 창러 국제공항
  - 구이린시 – 구이린 량장 국제공항
  - 구이양시 – 구이양 룽둥바오 국제공항
  - 허페이시 – 허페이 신차오 국제공항
  - 화이안시 – 화이안 롄수이 공항
  - 황산시 – 황산 툰시 국제공항
  - 지난시 – 지난 야오창 국제공항
  - 진장시 – 콴저우 진장 국제공항
  - 난창시 – 난창 창베이 국제공항
  - 난닝시 – 난닝 우수 국제공항
  - 닝보시 – 닝보 리서 국제공항
  - 원저우시 – 원저우 룽완 국제공항
  - 우시시 – 순안 슈오팡 국제공항
  - 쑤저우시 – 쑤저우 관인 공항
  - 장자제시 – 장자제 허화 국제공항
  - 이우시 – 이우 공항
- 일본
  - 히로시마시 – 히로시마 공항[1]

### 치앙마이 국제공항출발
- 중화인민공화국
  - 닝보시 – 닝보 리서 국제공항[2]
  - 원저우시 – 원저우 룽완 국제공항[3]

### 끄라비 국제공항출발
- 중화인민공화국
  - 지난시 – 지난 야오창 국제공항
  - 톈진시 – 톈진 빈하이 국제공항
  - 우한시 – 우한 톈허 국제공항
  - 창사시 – 창사 황화 국제공항
  - 난닝시 – 난닝 우수 국제공항

### 푸껫 국제공항출발
- 중화인민공화국
  - 바오터우시 – 바오터우 얼리반 공항
  - 구이양시 – 구이양 룽둥바오 국제공항
  - 항저우시 – 항저우 샤오산 국제공항
  - 우시시 – 순안 슈오팡 국제공항
  - 후허하오터시 – 후허하오터 바이타 국제공항

### 우타파오 국제공항출발
- 중화인민공화국
  - 정저우시 – 정저우 신정 국제공항

### 나콘랏차시마 공항출발
- 태국
  - 치앙마이 – 치앙마이 국제공항[4]
  - 푸껫 – 푸껫 국제공항[5]
  - 방콕 – 돈므앙 국제공항

## 단항 노선
- 중화인민공화국
  - 칭다오시 - 칭다오 류팅 국제공항
  - 쿤밍시 - 쿤밍 우자바 국제공항
  - 난징시 - 난징 루커우 국제공항

## 보유 기종
- 2017년 3월 기준으로 뉴젠 항공은 다음과 같이 보유하고있었다.[6]